# Économie du trafic de drogue en France
Le trafic de stupéfiants en France désigne les échanges commerciaux illégaux de substances psychotropes réglementés par les différentes conventions de l’ONU (1961, 1971, 1988). Dans l'Hexagone, le marché des stupéfiants représente une véritable économie souterraine générant en 2020 « d’après l’Insee, un chiffre d’affaires de 2,7 milliards d’euros, soit 0,1 % du produit intérieur brut » (un peu plus de la moitié proviendrait du trafic de cannabis et 38 % de la cocaïne)[réf. souhaitée].
Selon la loi française, la définition du trafic de stupéfiants dépasse le simple fait d’acheter et de revendre des drogues prohibées. Ce terme vise à la fois la production, la fabrication, l’importation, l’exportation, le transport, la détention, l’offre, la vente, l’achat et l'emploi illicites de drogues.
En 2020 et 2021, à la suite de la pandémie de Covid-19, les trafiquants de stupéfiants font évoluer leurs méthodes dans le cadre de l'état d'urgence sanitaire et ses différentes mesures.

## Économie des stupéfiants les plus consommés

### Cannabis
Le cannabis est la substance psychoactive illicite la plus consommée en France. Le marché du cannabis (résine et herbe) atteint un volume annuel consommé d’environ 154 tonnes pour un chiffre d’affaires de 1,12 milliard d’euros, soit près de la moitié du chiffre d’affaires de l’ensemble des drogues illicites en France, le chiffre d'affaires du marché du cannabis a augmenté de 33 pour cent entre 2005 et 2010 ce qui est paradoxal puisque la quantité de cannabis vendue n'a pas augmenté. Plus la marijuana est chargée en THC, plus elle susceptible d'être chère.
En partant du principe que 30% du marché du cannabis est alimenté par des « fourmis » (des trafiquants indépendants qui ne font pas partie d'une organisation hiérarchique, mais pratiquent l'auto-culture ou vont directement se fournir aux Pays-Bas), alors il y aurait en France 767 têtes de réseau pour 92 854 vendeurs de rue.
Le gain net estimé pour les têtes de réseaux est de 384 464 euros annuels (soit 32 000 euros mensuels), représentant ainsi un taux de rentabilité de 38%. De son côté, un guetteur va gagner 800 euros par mois, alors que le responsable d'un point de vente émarge en moyenne à 7 500 euros mensuels. En 2016, le prix médian de l’herbe de cannabis s’établit à environ 11 €, pour ce qui est de la résine de cannabis elle s’élève à 7 €.
Le cannabis vient très majoritairement du Maroc via l'Espagne, même si la production locale est en augmentation en 2017.

### Cocaïne
La cocaïne (ou chlorhydrate de cocaïne) est une substance d’origine végétale, obtenue par transformation de la feuille de coca. Classée parmi les stimulants, elle se présente sous forme de poudre blanche, consommée le plus souvent par voie nasale qu’on appelle sniff, parfois pulmonaire via l’inhalation de fumée ou de vapeurs par voie orale ou nasale ou intraveineuse avec des injections.
La cocaïne, sous sa forme chlorhydrate, est le produit illicite le plus consommé en France après le cannabis. La part des 18-64 ans ayant expérimenté la cocaïne a été multipliée par quatre en deux décennies (de 1,2 % en 1995 à 2,6 % en 2005, 3,8 % en 2010 et 5,6 % en 2014). Même si le niveau d'expérimentation de la cocaïne est en baisse chez les jeunes jusqu’à 17 ans (2,8 %) par rapport à 2011.
La cocaïne est principalement produite en Amérique du Sud et transite par la France d'outre-mer, notamment la Guyane avec le phénomène des « mules »,, mais aussi par la Belgique, via le port d’Anvers,.

#### Crack
Le crack est plus abordable que la cocaïne : 10 euros le gramme contre 80. Il est produit en raison de la disponibilité de la cocaïne. Selon un rapport de l'OFDT paru en 2019, le crack n'est plus associé exclusivement aux marginaux et aux précaires, mais s'est plus largement répandu dans la société.

### Ecstasy et amphétamines
La MDMA et l’amphétamine sont des drogues de synthèse. L’amphétamine est le chef de file d’un groupe de molécules, les dérivés amphétaminiques. La MDMA - appelée ecstasy sous sa forme comprimé en est l’élément le plus connu. Ce type de drogue est le troisième dans le classement des drogues les plus consommes en France.
En 2016, selon l’OCRTIS, le prix moyen pour un gramme de cristal/poudre s’établit à 54 €, et à 10 € pour un comprimé d’ecstasy, ce prix de détail ne traduisant cependant pas complètement la réalité du marché puisque les usagers ont tendance, pour faire baisser le prix unitaire du comprimé, à acheter des lots de plusieurs dizaines de comprimés. Ces achats permettent ainsi de faire baisser le prix du comprimé à 2,5 €. En 2017, d’après le dispositif TREND, le prix moyen d’un comprimé d’ecstasy s’élève à 10 €, tandis que celui du gramme de MDMA atteint près de 49 €, soit son niveau le plus bas depuis 2010.
En France, l'amphétamine est essentiellement présente dans l'espace festif techno, notamment dans les milieux alternatifs (free parties et teknivals). Elle est également présente dans les clubs et les discothèques mais à une échelle moindre. En 2016-2017, le prix médian du gramme de poudre est stable autour de 15 €.
La France est un pays de transit pour la MDMA qui produite au Bénélux à destination de l'Espagne et du Royaume-Uni

## Coût de la répression contre les stupéfiants[12]
Aujourd'hui, environ 1% du PIB national est utilisé dans le cadre de la lutte contre les drogues prohibées et les personnes dépendantes. Financement des actions policières, judiciaires, locales, mais aussi politiques sanitaires et médico-sociales.
L'Application de la loi, la lutte contre les trafics, la prise en charge sanitaire, promotion de la recherche, plans de lutte contre les stupéfiants, centres de soins et d'accompagnement. Tous ces investissements aggravent la facture qui se fait de plus en plus importante pour l'État et l'Assurance maladie au fil des ans.
Selon l'Observatoire français des drogues et des toxicomanies, 1,5 milliard d'euros ont été dépensés en 2010 par les deux institutions réunies, contre 1,47 milliard d'euros en 2009 et 1,29 milliard d'euros en 2008. Des sommes ne comprenant pas les coûts des traitements des maladies liées à la consommation de stupéfiants.

## Conséquences économiques
Le trafic de stupéfiants a des conséquences économiques négatives. Il décourage les acheteurs immobiliers et enferme les quartiers dans la pauvreté. Il provoque de la violence en raison des sommes en jeu : un lieu de trafic, surnommé « un four », génère environ 20 000 € par jour. Cependant le trafic participe à la vie économique de certains quartiers.

## Violence des réseaux
En 2023, les niveaux de violence engendrés par les trafics et les rivalités entre bandes atteignent des sommets. Cela se manifeste notamment par une hausse notable des homicides, ainsi :
- entre début janvier et mi-novembre, la police a recensé 315 faits d’homicides ou de tentatives entre malfaiteurs liés aux narcotrafics, soit une augmentation de 57 % par rapport 2022.
- à Marseille, la guerre entre deux organisations criminelles rivales pour le contrôle du juteux marché des stupéfiants a entraîné la mort de 47 personnes, principalement des « petites mains du trafic ».
- des villes moyennes, autrefois épargnées, sont maintenant concernées par cette violence, avec des fusillades recensées a Besançon, Nantes, Avignon et Nimes, pour ne citer que celles-là[13].

Désormais, des commandos équipés d'armes de guerre n'hésitent plus à « rafaler » en pleine rue, observe un enquêteur de l’Office central de lutte contre le crime organisé.